# Diarsenic pentasulfide
Diarsenic pentasulfide là một hợp chất vô cơ chứa arsenic và lưu huỳnh với công thức hóa học As2S5. Đây là chất rắn màu đỏ nâu, không bền. Các chất rắn có công thức gần đúng As2S5 đã được sử dụng làm chất màu và các chất trung gian hóa học nhưng nhìn chung chỉ quan tâm đến các phòng thí nghiệm hàn lâm.

## Điều chế
Diarsenic pentasulfide được điều chế từ dung dịch acid của muối arsenic(V) hòa tan tác dụng với hydro sulfide. Nó cũng có thể được điều chế bằng cách nung nóng hỗn hợp arsenic và lưu huỳnh, tách chiết hợp chất amonia và nghiệm lại diarsenic pentasulfide ở nhiệt độ thấp bằng cách bổ sung acid hydrochloric.
Diphosphor pentasulfide với công thức P4S10 là một hợp chất phân tử có các trung tâm tứ diện phosphor(V), As2S5 cũng có một cấu trúc tương tự.

## Phản ứng
Diarsenic pentasulfide thủy phân trong nước sôi, cho acid arsencơ, lưu huỳnh và khí hydro sulfide:
As2S5 + 6H2O → 2H3AsO3 + 2S↓ + 3H2S↑
Nó bị oxy hóa trong không khí ở nhiệt độ cao tạo ra diarsenic pentoxide, sản phẩm và năng suất của chúng không được xác định. Trong dung dịch sulfide kim loại kiềm, diarsenic pentasulfide tạo thành anion thioarsenicat, [AsS
4]3−
, có chứa As(V) ở trung tâm.